# Billy Coyle (cầu thủ bóng đá)
William Coyle (24 tháng 10 năm 1926 – tháng 5 năm 2011) là một cầu thủ bóng đá nghiệp dư người Anh thi đấu ở vị trí centre half ở Football League cho Darlington. Trước đó ông thi đấu bóng đá non-league cho West Auckland Town.